# Ludivine Dedonder
Ludivine Dedonder (Tournai, 17 marzo 1977) è una politica belga, membro del Partito Socialista (PS), dall'ottobre 2020 Ministro della Difesa nel governo di Alexander De Croo.

## Biografia
Nata a Tournai nel 1977, Dedonder ha studiato ingegneria commerciale all'Università di Liegi. Dal 2000 al 2001 ha lavorato come conduttrice radiofonica alla Fréquence wallonie. Dal 2001 al 2002 è diventata giornalista sportiva presso RTBF.  Ha anche presentato le notizie sportive sul canale televisivo regionale No Télé. Dal 2002 al 2006 ha lavorato come consulente nel gabinetto di Michel Daerden, allora ministro nel governo vallone.
Dal 2006, Dedonder è membro del consiglio comunale di Tournai per il PS, dove è stata anche assessore dal 2006 al 2019. Nelle elezioni federali del maggio 2019, Dedonder è stata eletta alla Camera dei Rappresentanti dal secondo posto nella lista del PS Hainaut.